# Женерал-Сампаю
Женерал-Сампаю (порт. General Sampaio)  —  муниципалитет в Бразилии, входит в штат Сеара. Составная часть мезорегиона Север штата Сеара. Входит в экономико-статистический  микрорегион Медиу-Куру. Население составляет 4349 человек на 2006 год. Занимает площадь 206,198 км². Плотность населения — 21,1 чел./км².

## Статистика
- Валовой внутренний продукт на 2003 составляет 11.347.646,00 реалов (данные: Бразильский институт географии и статистики).
- Валовой внутренний продукт на душу населения на 2003 составляет 2.474,41 реалов (данные: Бразильский институт географии и статистики).
- Индекс развития человеческого потенциала на 2000 составляет 0,606 (данные: Программа развития ООН).